# Heidelberg Materials

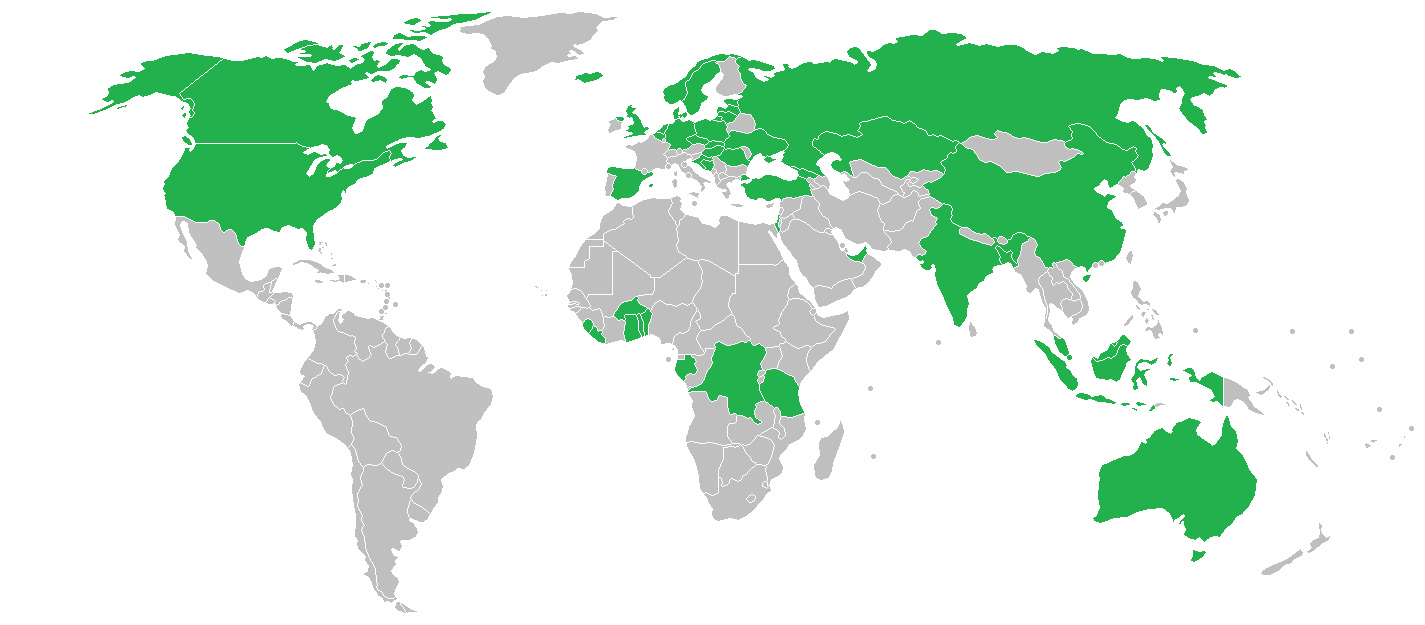
Landen met HeidelbergCement-fabrieken

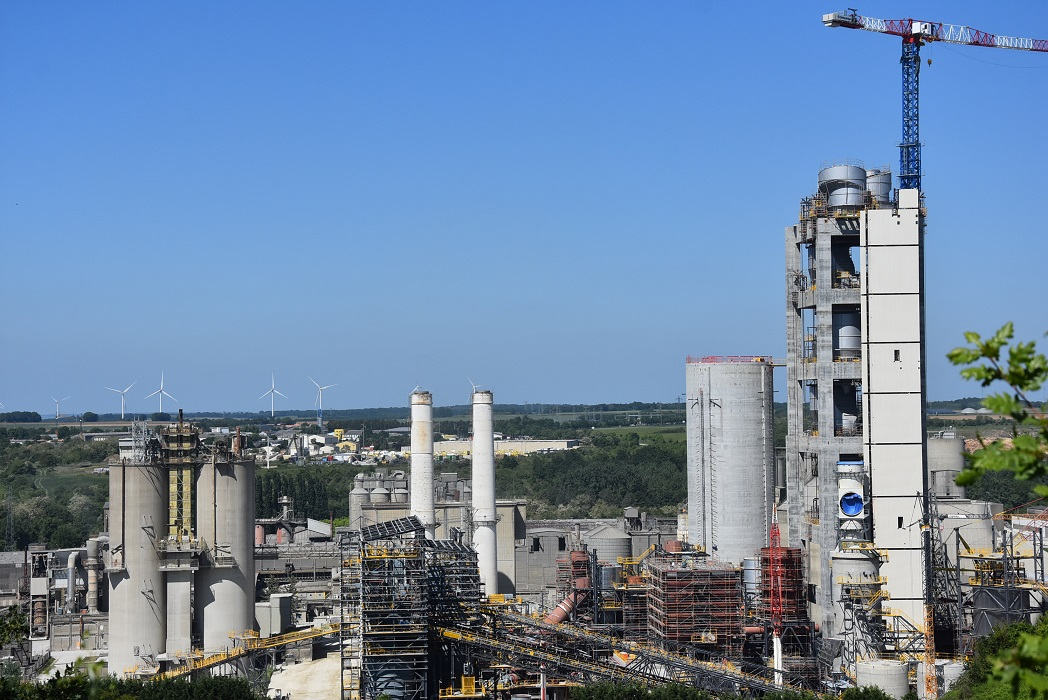
Fabriek in aanbouw te Airvault in Frankrijk (2025)

Heidelberg Materials AG, tot 2022 bekend als HeidelbergCement, is een beursgenoteerd bouwstoffenconcern met het hoofdkantoor in Heidelberg, Duitsland. Het is de op drie na grootste producent van cement ter wereld.

## Activiteiten
Heidelberg Materials is een wereldwijd opererende producent van bouwmaterialen. Het maakt cement, toeslagmaterialen, twee grondstoffen voor het maken van beton, stortklaar beton en asfalt. In 2023 behaalde het bedrijf een omzet van ruim 21 miljard euro. De vijf belangrijkste afzetmarkten gemeten naar de omzet zijn de Verenigde Staten, Duitsland, het Verenigd Koninkrijk, Frankrijk en Australië. Het concern was in 2023 actief in meer dan 50 landen en telde zo'n 51.000 werknemers. Het rapporteerde dat jaar het een nettowinst van 1,6 miljard euro.
Bij de productie van cement komt veel koolstofdioxide (CO2) vrij. In 1990 was dit nog zo'n 750 kilogram per ton cement. In 2020 was dit gedaald naar 576 kg/ton en in 2023 naar 534 kg/ton. Het bedrijf streeft naar een uitstoot van 400 kg CO2/ton in 2030.
Per 31 december 2023 was Spohn Cement Beteiligungen GmbH de grootste aandeelhouder met een belang van 28%. In Spohn Cement heeft Ludwig Merckle de zeggenschap. HeidelbergCement maakt sinds 21 juni 2010 deel uit van de DAX-index.

## Geschiedenis
HeidelbergCement ontstond in de in Heidelberg gelegen Bergheimer molen, die op 3 januari 1873 uit een faillissement van een bierbrouwerij verworven werd en in een cementfabriek werd omgebouwd. Op 5 juni 1874 werd de fabriek als Offene Handelsgesellschaft (vergelijkbaar met een vennootschap onder firma) in het handelsregister ingeschreven als Portland-Cement-Werk, Heidelberg, Schifferdecker & Söhne, in 1875 begon de cementproductie.
Op 18 maart 1889 werd de onderneming omgevormd tot een Aktiengesellschaft (NV). Er werd uitgebreid, onder andere door de bouw van nieuwe cementfabrieken. In 1901 fuseerde de Heidelberger Portland-Cement-Werk met de Mannheimer Portland-Cement-Fabrik AG tot Portland-Cement-Fabrik AG Heidelberg und Mannheim AG. In 1918 werd de goederenkabelbaan Leimen–Nußloch voltooid, waarmee de fabriek van kalksteen werd voorzien.
In 1959 werd het bedrijf actief de transportbetonbranche. In 1977 werden er dochterondernemingen in Noord-Amerika opgericht.
In 1978 werd de bedrijfsnaam Heidelberger Zement Aktiengesellschaft.
In 1993 verkreeg Heidelberg een aandeel van 42,4% in het Belgische cementbedrijf CBR, in 1999 volgde de volledige overname. In de jaren 1990 ging de onderneming steeds internationaler opereren, vooral door uitbreiding naar het verre oosten. In 1999 werd ook het Zweedse bouwstoffenconcern Scancem overgenomen. In 2001 werd begonnen met de stapsgewijze overname van het Indonesische Indocement. De naam HeidelbergCement werd gevoerd sinds 2002.
Begin 2005 nam Adolf Merckle de leiding van de onderneming over. Hij koos Bernd Scheifele als bestuursvoorzitter. Na een openbaar overnamebod in dat zelfde jaar verkregen de op de hand van Merckle zijnde aandeelhouders samen 78% van de aandelen.
In mei 2007 kondigde het concern de overname aan van het Britse bouwstoffenconcern Hanson voor 8 miljard pond (11,5 miljard euro), de tot dan grootste overname in de sector. Hanson was de grootste leverancier van zand en gravel ter wereld. Door het samengaan ontstond de grootste producent van constructiezand- en grind ter wereld, met een jaaromzet van circa 15 miljard euro en meer dan 70.000 werknemers.
Medio 2015 kocht HeidelbergCement 45% van de aandelen in de Italiaanse cementproducent Italcementi. Verkoper is de Italiaanse familie Pesenti. Het Duitse bedrijf betaalde 1,7 miljard euro in geld en aandelen en na de transactie heeft de familie een belang van 5% in de combinatie. Italcementi is actief in 22 landen en vooral in Zuid-Europa heeft het veel activiteiten. Italcementi had in 2014 een omzet van 4,1 miljard euro versus 13 miljard euro voor HeidelbergerCement. Een jaar later kreeg het bedrijf van de toezichthouders het groene licht voor de hele overname. HeidelbergCement moest wel de Amerikaanse activiteiten van Italcementi in dat land verkopen en de Europese Commissie eiste de verkoop van alle Italcementi activiteiten in België omdat het fusiebedrijf daar een marktaandeel van meer dan 50% zou krijgen. HeidelbergerCement kreeg in 2016 ook de resterende aandelen Italcementi in handen.
In 2021 verkocht het concern diverse activiteiten in het westen van de Verenigde Staten. De koper is de Amerikaanse concurrent Martin Marietta die hiervoor 2,3 miljard dollar betaalde.
Op 20 september 2022 werd de naam gewijzigd in Heidelberg Materials.

## Controversiële steengroeve
Dochteronderneming Hanson bezit en exploiteert een steengroeve op grond die toebehoort aan het Palestijnse dorp Al-Zawiya. Deze grond werd in de jaren 1980 onteigend door de Israëlische regering en werd met de illegale bouw van de Afscheidingsmuur van het dorp afgesneden. Gevolg: de bewoners kunnen niet meer bij hun eigendommen daar. De mensenrechtenorganisatie Al-Haq schreef samen met SOMO een rapport over de activiteiten van HeidelbergCement in de bezette Palestijnse Gebieden. Hanson levert bovendien bouwmaterialen aan de daar volgens Internationaal Recht illegaal door Israëliërs gestichte nederzettingen en draagt zo bij aan de feitelijke annexatie van Palestijns gebied door Israël. Human Rights Watch is hierover met HeildelbergCement in gesprek gegaan.
Adidas · Airbus · Allianz · BASF · Bayer · Beiersdorf · BMW · Brenntag · Commerzbank · Continental · Covestro · Daimler Truck · Deutsche Bank · Deutsche Börse · Deutsche Post · Deutsche Telekom · E.ON · Fresenius · Hannover Rück · Heidelberg Materials · Henkel · Infineon · Mercedes-Benz · Merck · MTU Aero Engines · Münchener Rück · Porsche AG · Porsche SE · Qiagen · RWE · Rheinmetall · SAP · Sartorius · Siemens · Siemens Energy · Siemens Healthineers · Symrise · Volkswagen · Vonovia · Zalando